# Pycnanthemum virginianum
Pycnanthemum virginianum är en kransblommig växtart som först beskrevs av Carl von Linné, och fick sitt nu gällande namn av William Robinson och Merritt Lyndon Fernald. Pycnanthemum virginianum ingår i släktet Pycnanthemum och familjen kransblommiga växter. Inga underarter finns listade i Catalogue of Life.

## Bildgalleri

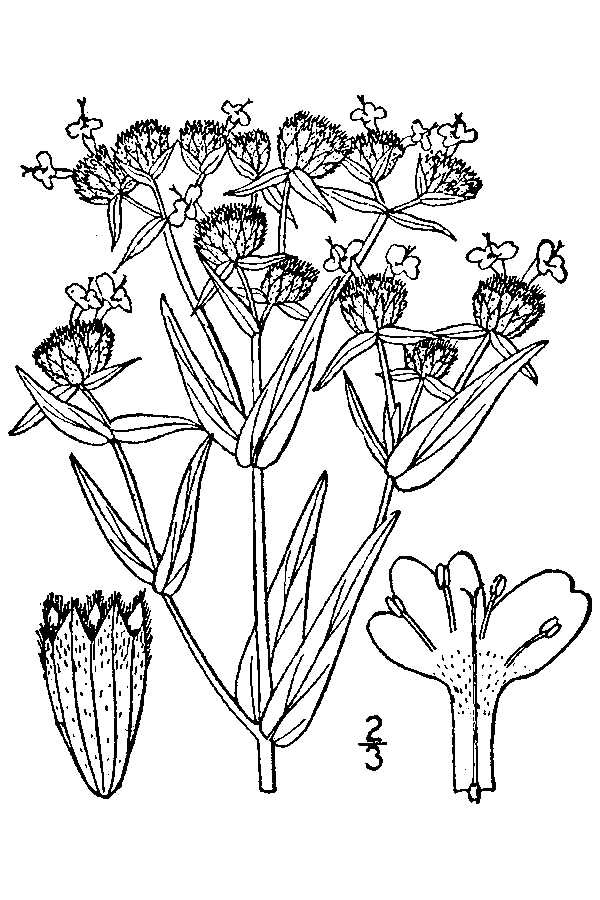
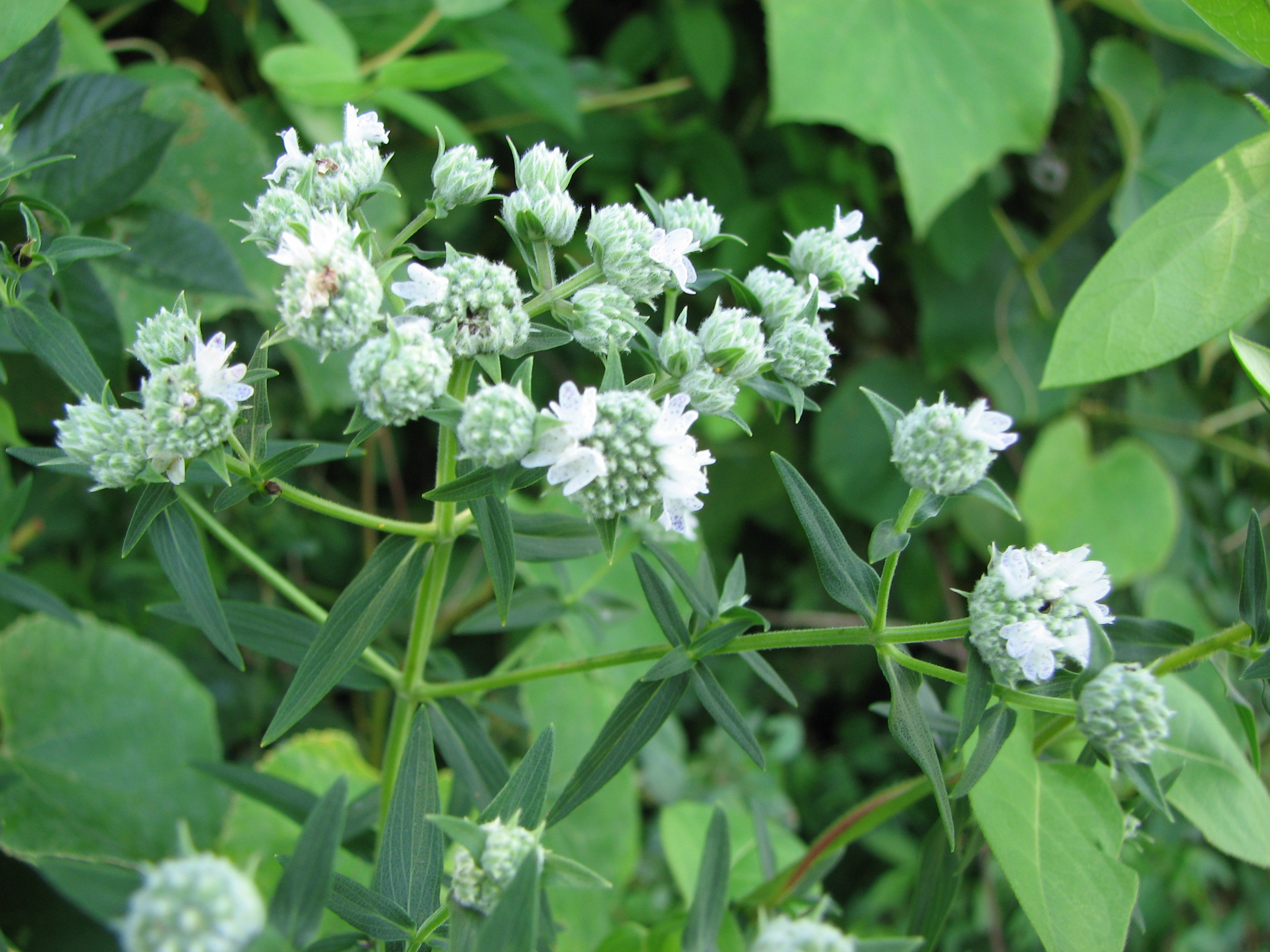